# Lucie Carbone
Pour les articles homonymes, voir Carbone (homonymie).
Lucie Carbone est le pseudonyme de Lucie Martinez Sibieude, née en novembre 1989, devenue humoriste professionnelle.

## Biographie
Après une enfance à Perpignan et à Prats-de-Sournia, elle fait un master en communication à Sciences Po Toulouse (promotion 2013),.
Elle travaille d'abord comme consultante en systèmes d'information à MC2I, puis elle entre à TotalEnergies en 2018, où elle aide les salariés à utiliser des outils Microsoft.
Peu intéressée par la profession de communicatrice en informatique, elle s'exerce à l'humour auprès de différents publics. Elle quitte Total en septembre 2019 et crée sa propre société pour se consacrer au spectacle. Sa grand-mère Aline Sibieude étant née Carbonne, elle adopte le pseudonyme de Carbone,.
Après avoir produit une mini-série de 8 courts épisodes sur le web pour le compte de Microsoft, elle a des contrats avec diverses grandes entreprises pour faire des sketchs dans leurs locaux. En 2023, elle fait un one-woman-show au théâtre du Point-Virgule. Elle intervient aussi sur France Bleu et sur France Inter.